# Hotepsekemvi
Hotepsekemvi   je Horovo ime egipčanskega kralja, ustanovitelja Druge egipčanske dinastije.  Natančna dolžina njegove vladavine ni znana. Torinski seznam kraljev mu pripisuje neverjetnih 95 let, medtem ko egipčanski zgodovinar Maneto poroča, da je vladal 38 let. Egiptologi ugotavljajo, da sta trditvi pretirani ali napačno interpretirani in trdijo, da je vladal 25 ali 29 let.

## Ime
Hotepsekemvijevo ime so arheologi odkrili na glinastih pečatih, kamnitih posodah in koščenih valjih v Sakari, Gizi, Badariju in  Abidu. Na več kamnitih posodah je Hotepsekemvi omenjen skupaj s svojim naslednikom Nebro.
Hotepsekevijevo Horovo ime je za egiptologe zanimivo predvsem zato, ker bi lahko kazalo na  turbuletntno stanje v kraljestvu v  tistem času. Egipčanska beseda hotep pomeni miroljuben in biti zadovoljen, lahko pa pomeni tudi  sprava ali spraviti se. 
Hotepsekemvijevo polno ime bi se torej lahko bralo dve sili sta se pomirili ali zadovoljstvo v silah. Oboje ima pomemben politični pomen. Izraz dve sili bi lahko pomenil Gornji in Spodnji Egipt ali božanstvi Hora in Seta.
Od Hotepsekemvija dalje sta se Horovo ime in nebti začela pisati na enak način. Domneva se, da je imela sprememba neko filozofsko ozadje, ker ima prevod Horovega imena jasno definiran simboličen pomen. Horovo ime morda kaže, da ga je kralj privzel šele po svojem prihodu na prestol.

## Družina
Ime Hotepsekemvijeve soproge ni znano. Njun si bi lahko bil Kraljev sin in Sopdujev svečenik z imenom Perneb. Ko so njegovo ime in naziva odkrili tudi na glinastih pečatih v galeriji grobnice, ki bi lahko pripadala Hotepsekemviju ali njegovemu nasledniku Nebri, je domneva postala vprašljiva.

## Identiteta
Hotepsekemvija se običajno istoveti z vladarjem z ramzeškim kartušnim imenom Bedjau na Abiškem seznamu kraljev, Bedjataujem na Giškem seznamu kraljev, Netjer-Bauom s Sakarskega seznama kraljev in Bau-hetepjujem s Torinskega seznama kraljev. Egiptolog Wolfgang Helck omenja podobno ime Bedjatau s kratkega  seznama kraljev na pisalni tablici iz mastabe G1001, ki je pripadala visokemu  državnemu uradniku Mesdjeruju. Bedjatau pomeni livar, Helk pa trdi, da gre za napačno zapisano Hotepsekevijevo ime, ker je hieroglif za zapis izraza Hotep zelo podoben znaku za livarsko peč v hieratski pisavi. Abiški seznam kraljev povzema njegovo ime iz Starega kaljestva. Imeni  Netjerbau in Bau-hetepju sta problematični, ker egiptologi niso odkrili nobenega zapisa iz Hotepsekemvijevega časa, na katerem bi bili omenjeni imeni.

## Vladanje
O Hotepsekemvijevem vladanju  je malo znanega. Sodobni viri kažejo, da bi na prestol lahko prišel po obdobju političnih sporov, v katerih sta bila udeležena tudi Hor Ptič in Sneferka.  Za slednjega se domneva, da gre za alternativno ime kralja Kaaja, ki ga je uporabljal zelo malo časa. Po mnenju egiptologov Wolfganga Helcka, Dietricha Wildunga in Georgea Reisnerja potek dogodkov potrjuje grobnica kralja Kaaja, katero so po koncu Prve dinastije oplenili in med Hotepsekemvijevo vladavino obnovili. Plenjenje pokopališča in nenavadno spravljivo Hotepsekemvijevo ime bi lahko bila dokaz za dinastični spor. Helk razen tega domneva, da sta bili imeni kraljev Sneferkaja in Hora Ptiča izpuščeni s kasnejših seznamov kraljev ravno zaradi njunih spopadov za egipčanski prestol, ki so povzročili propad Prve dinastije.
Glinasti pečati dokazujejo da je Hotepsekemvi zgradil novo kraljevo rezidenco z imenom Hor sijoča zvezda. Pri Butu je zgradil tempelj malo znanega božanstva Nečer-Ahti in postavil kapelo bele krone. Bela krona je bila simbol Gornjega Egipta in še en dokaz porekla Hotepsekemvijeve dinastije in vira njegove politične moči. Egiptlogi, na primer Nabil Swelim, poudarjejo, da med Hotepsekemvijevo vladavino ni bilo Sedovega festivala, kar kaže, da je vladal manj kot trideset let. Sedov festival se je namreč praznoval na trideseseto obletnico vladanja aktualnega vladarja.
Staroegipčanski zgodovinar Maneto je Hotepsekemvija imenoval Boëthôs in poročal, da je med njegovim vladanjem pri Bubastisu »nastala vdrtina, v keteri je umrlo veliko ljudi«. Čeprav je Maneto pisal skoraj tisoč let po omenjenem dogodku, je njegova pripoved morda telemljila na resničnem dogodku, ker je pokrajina okoli Bubastisa seizmimčno aktivna.

## Grobnica
Položaj Hotepsekemvijeve grobnice ni znan. Egiptologi, med njimi  Flinders Petrie, Alessandro Barsanti in Toby Wilkinson, so prepričani, da je bil kralj pokopan v ogromni podzemni galeriji (grobnica B)  v Sakari. V teh galerijah so odkrili veliko glinastih pečatov s Hotepsekemvijevim imenom. 
Egiptologi, na primer Wolfgang Helck in Peter Munro, v to niso prepričani in trdijo, da je bil v galeriji grobnice B pokopan kralj Nebra. Trditev naj bi potrjevali številni Nebrovi pečati, odkriti v tej galeriji.